# Guerra di Parma
La guerra di Parma (o assedio di Parma del 1551) fu una breve guerra durata dal giugno 1551 al 29 aprile 1552 e combattuta tra un'alleanza tra Carlo V, imperatore del Sacro Romano Impero e lo Stato Pontificio da un lato, e il Regno di Francia e il Ducato di Parma dall'altro. Faceva parte della Guerra d'Italia del 1551-1559.

## Storia
Dopo l'assassinio di Pier Luigi Farnese, duca di Parma, figlio di papa Paolo III, lo Stato Pontificio volle riconquistare il ducato da lui costituito. Il figlio di Pier Luigi, Ottavio Farnese, era genero di Carlo V e prese possesso del ducato, nonostante l'opposizione di Paolo III e papa Giulio III. Ottavio si avvicinò al re Enrico II di Francia, che aveva le sue ragioni per opporsi alla pretesa papale sul ducato. Poco dopo l'apertura delle trattative, Giulio III e Carlo V iniziarono una guerra contro Parma. Anche la Casa Farnese lasciò l'alleanza con il papa e il Sacro Romano Impero per allearsi con Parma e con la Francia.
Ferrante I Gonzaga, governatore del Ducato di Milano, occupò Brescello e preparò l'assedio di Parma. Nonostante l'aiuto delle truppe francesi, Orazio Farnese fu sconfitto nei pressi di Mirandola. Enrico II ordinò anche a Carlo di Cossé, conte di Brissac, di invadere il Piemonte, costringendo il Gonzaga ad allentare la pressione sul ducato di Parma nel settembre 1551, facendogli sopportare il peso principale della guerra. Nel 1551 Giulio III inviò suo nipote Gian Battista del Monte ad assediare Mirandola, allora tenuta da una piccola forza francese al comando di Piero Strozzi. L'assedio terminò il Venerdì Santo del 1552 con la morte di Del Monte.
Giulio III aveva aperto le trattative con la Francia il 9 settembre 1551 inviando Girolamo Verallo come suo legato a Enrico II. Dopo il fallimento di Mirandola (vittoria dei Francesi), i colloqui furono riaperti, prima di crollare a causa delle eccessive pretese della Francia. Quando il papa scoprì che Carlo V era in grosse difficoltà, le trattative ripresero e il 29 aprile 1552 fu siglato un accordo. Ciò imponeva una tregua di due anni, consentendo a Ottavio Farnese di stipulare un trattato di pace con il papa e restituire il ducato di Castro ai Farnese. Carlo V impiegò undici giorni per ratificare l'accordo, cosa che fece il 10 maggio.